# Малькольм I
Малькольм I (Малькольм Рыжий; гэльск. Máel Coluim An Bodhbhdercc, англ. Malcolm I the Dangerous Red; погиб в 954) — король Альбы (Шотландии) (943—954) из династии Макальпинов.

## Биография
Малькольм I, сын короля Дональда II, стал королём Шотландии в 943 году после отречения от престола своего дяди Константина II.
В 945 году король Англии Эдмунд I захватил Стратклайд. Взяв себе южные области Стратклайда (Кумбрию), он позволил Малькольму владеть остальными территориями в обмен на договор о союзе. Скорее всего при этом Дональд III продолжал править Стратклайдом, но уже как вассал шотландского короля. Малькольм продолжал быть союзником правителей Англии и после смерти в 946 году Эдмунда.
В 952 году шотландцы совершили набег на Нортумбрию, находившуюся под контролем викингов, и продвинулись на юг до реки Тис, затем вернулись обратно, угнав множество пленных и рогатого скота.
Малькольм I погиб в 954 году, подавляя мятеж в Морее. Он был похоронен на острове Айона.